# 農業協同組合法
農業協同組合法（のうぎょうきょうどうくみあいほう、昭和22年11月19日法律第132号）は、農業者の協同組織の発達を促進することにより、農業生産力の増進及び農業者の経済的社会的地位の向上を図り、もって国民経済の発展に寄与することに関する法律である。略称は、農協法（のうきょうほう）である。
この法律により、農会令、農会法、農業団体法など一連の農業法の変遷から設立された中央農業会（帝国農会の後身）が廃止され、農業協同組合および農業協同組合連合会が設置された。

## 構成
- 第一章　総則（第1条―第2条）
- 第二章　農業協同組合及び農業協同組合連合会
  - 第一節　通則（第3条―第9条）
  - 第二節　事業（第10条―第11条の51）
  - 第二節の二　共済契約に係る契約条件の変更（第11条の52―第11条の63）
  - 第二節の三　子会社等（第11条の64―第11条の69）
  - 第三節　組合員及び会員（第12条―第27条）
  - 第四節　管理（第28条―第54条の5）
  - 第五節　設立（第55条―第63条の2）
  - 第六節　解散及び清算（第64条―第72条の3）
- 第三章　農事組合法人
  - 第一節　通則（第72条の4―第72条の9）
  - 第二節　事業（第72条の10―第72条の12）
  - 第三節　組合員、管理、設立、解散及び清算（第72条の13―第73条）
- 第四章　組織変更
  - 第一節　株式会社への組織変更（第73条の2―第76条）
  - 第二節　一般社団法人への組織変更（第77条―第80条）
  - 第三節　消費生活共同組合への組織変更（第81条―第86条）
  - 第四節　医療法人への組織変更（第87条―第92条）
- 第五章　特定信用事業代理業（第92条の2―第92条の5）
- 第六章　指定紛争解決機関（第92条の6―第92条の9）
- 第七章　監督（第93条―第96条）
- 第八章　雑則（第97条―第98条の5）
- 第九章　罰則（第99条―第103条）
- 第十章　没収に関する手続等の特例（第104条―第106条）